# یواس‌اس اس‌سی-۴۰
یواس‌اس اس‌سی-۴۰ (به انگلیسی: USS SC-40) یک زیردریایی بود که طول آن ۱۱۰ فوت (۳۴ متر) بود. این زیردریایی در سال ۱۹۱۸ ساخته شد.